# 참어군
참어군(영어: Chamic languages) 또는 아체참어군(영어: Aceh-Chamic)은 인도네시아 수마트라의 아체주와 캄보디아, 베트남, 하이난섬에서 쓰이는 열 개 언어가 이루는 어군이다. 참어군은 오스트로네시아어족의 말레이숨바와어군에 속한다. 이 어군의 조상 언어인 참조어는 사후인 문화와 관련 있는데, 참조어 화자들은 보르네오 또는 어쩌면 말레이 반도에서 오늘날의 베트남 지역에 도달한 것으로 보인다.
350만 명이 사용하는 아체어 다음으로는 자라이어와 참어가 가장 널리 쓰이는 참어군 언어들이고, 각각 약 23만 명과 28만 명의 화자가 캄보디아와 베트남 양쪽에 있다. 차트어는 가장 북쪽에 위치하면서 화자 수도 단 3천 명으로 가장 적다.

## 역사
참어는 오스트로네시아어족 안에서 기록 역사가 가장 오래된 언어이다. 고대 참어로 쓰인 동옌쩌우 비문은 4세기 후반의 것이다.
장기간 접촉에서 일어난 차용으로 인해, 참어군과 오스트로아시아어족의 바흐나르어파는 공통된 어휘 항목이 많다.
2006년 로저 블렌치는 아슬리어파 언어들에 참어군에서 온 차용어가 많다며, 과거 말레이 반도에 참어군 언어 화자들이 존재했을 것이라고 지적했다.

## 분류
Thurgood (1999:36)에서는 다음과 같이 참어군 언어들을 분류한다.
- 아체어
- 해안참어군
  - 하로이어
  - 참어(베트남어: Chăm)
    - 서부 참어
    - 판랑 참어
- 고지대참어군
  - 라데자라이어군
    - 라데어(베트남어: Ê-đê)
    - 자라이어(베트남어: Gia Rai)

  - 츠루북부참어군
    - 츠루어(베트남어: Chu Ru)
    - 북부참어군
      - 로글라이어(베트남어: Ra Glai)
      - 차트어

참조어 수사에서 7부터 9까지가 말레이어군과 공유된다는 사실은 두 어군을 말레이참어군으로 묶는 근거가 될 수 있다(Thurgood 1999:37).
2009년 로저 블렌치는 현존하는 어파로 거슬러 갈 수 없는 오스트로아시아계 차용어들이 오늘날의 참어군 언어들에 여럿 있다는 사실에 근거해, 베트남 해안 지역에 지금은 사멸한 오스트로아시아어족의 어파가 적어도 하나는 존재했을 수 있다고 주장했다 (Blench 2009; Sidwell 2006).

## 재구
아래의 참조어는 그레이엄 서굿이 1999년에 발표한 재구형이다.

### 자음
아래의 참조어 전음절 자음 표는 Thurgood (1999:68)에서 가져온 것이다. ɲ의 포함 여부에 따라 총 13~14개의 전음절 자음이 존재했다. 비전음절 자음에는 *ʔ, *ɓ, *ɗ, *ŋ, *y, *w가 있다. 유기음이 재구되기도 한다.
|                  |                  | 양순음 | 치경음 | 경구개음 | 연구개음 | 성문음 |
| ---------------- | ---------------- | ------ | ------ | -------- | -------- | ------ |
| 파열음           | 무성             | p      | t      | c        | k        |        |
| 파열음           | 유성             | b      | d      | ɟ        | ɡ        |        |
| 비음             | 비음             | m      |        | ɲ        |          |        |
| 설측음           | 설측음           |        | l      |          |          |        |
| 탄음 또는 전동음 | 탄음 또는 전동음 |        | r      |          |          |        |
| 마찰음           | 마찰음           |        | s      |          |          | h      |

참조어에서 재구되는 자음군은 다음과 같다(Thurgood 1999:93).
- *pl-, *bl-, *kl-, *gl-
- *pr-, *tr-, *kr-, *br-, *dr-

### 모음
4개의 모음(*-a, *-i, *-u와 *-e 또는 *-ə) 3개의 이중모음(*-ay, *-uy, *-aw)이 있었다.
|        |        | 전설  | 전설  | 중설      | 중설      | 후설  | 후설  |
| ------ | ------ | ----- | ----- | --------- | --------- | ----- | ----- |
| 고모음 | 고모음 | i /i/ | i /i/ |           |           | u /u/ | u /u/ |
| 중모음 | 중모음 | e /e/ | e /e/ | ([ə /ə/]) | ([ə /ə/]) |       |       |
| 저모음 | 저모음 |       |       | a /a/     | a /a/     |       |       |

### 형태론
참조어에서 재구되는 형태소들은 다음과 같다.
- *tə-: "비의도" 접두사
- *mə-: 일반동사 접두사
- *pə-: 사동형 접두사
- *bɛʔ-: 부정 명령형 접두사 (오스트로아시아어족 차용)
- *-əm-: 명사화 접요사
- *-ən-: 도구 접요사 (오스트로아시아어족 차용)

### 대명사
참조어에는 다음과 같은 대명사가 있었다(Thurgood 1999:247-248).
단수
- *kəu – 나 (친어)
- *hulun – 저 (경어), 노예
- *dahlaʔ – 저 (경어)
- *hã – 너, 너희
- *ñu – 그, 그들

복수
- *kaməi – 우리 (청자 제외)
- *ta – 우리 (청자 포함)
- *drəi – 우리 (청자 포함, 재귀형)
- *gəp – 다른, 여럿 (오스트로아시아어족 차용)

## 참조
- Sidwell, Paul (2009). Classifying the Austroasiatic languages: History and state of the art 보관됨 2019-03-24 - 웨이백 머신. LINCOM Gmbh.
- Thurgood, Graham (1999). From Ancient Cham to Modern Dialects: Two Thousand Years of Language Contact and Change: With an Appendix of Chamic Reconstructions and Loanwords. Oceanic Linguistics Special Publications, No. 28, pp. i, iii-vii, ix-xiii, xv-xvii, 1-259, 261-275, 277-397, 399-407.